# Sara Topelson de Grinberg
Sara Topelson de Grinberg (* wahrscheinlich Anfang 1945 in Polen) ist eine mexikanische Architektin. 

## Biografie
Die in Polen geborene Topelson de Grinberg ist Tochter eines russischen Vaters und einer polnischen Mutter und kam mit ihrer Familie auf der Flucht vor den Nationalsozialisten im Alter von drei Monaten nach Mexiko. In Mexiko-Stadt studierte sie an der Fakultät für Architektur an der Nationalen Autonomen Universität von Mexiko (UNAM), Architekturtheorie am Instituto Politécnico Nacional und Kunstgeschichte am Instituto Nacional de Bellas Artes (INBA).
Gemeinsam mit ihrem Ehemann José Grinberg gründete sie das Architekturbüro Grinberg & Topelson Arquitectos und plante mit ihm zahlreiche Wohnbauten, Bildungs-, Industrie- und kommerzielle Einrichtungen, sowie Kultur- und Freizeitstätten.
Sie war als Professorin an der Architekturschule der Universidad Anáhuac für die Geschichte und die Lehrwerkstatt der Stadtplanungsarchitektur zuständig und wurde von der Universität 1972 als „Exzellente Akademikerin“ („Excelencia Académica“) ausgezeichnet. Als Professorin ist sie auch bei der International Academy of Architecture (IAA) tätig.
Für internationale Beziehungsangelegenheiten der Federation of National Colleges of Architects of the Republic of Mexico (FNCARM) ist sie seit 1982 tätig und gehörte seit 1990 dem Beirat der Union Internationale des Architectes (UIA) an, wo sie ab 1993 Vizepräsidentin und von 1996 bis 1999 als Nachfolger des Spaniers Jaime Duró Pifarré Präsidentin der UIA und gleichzeitig erste weibliche Inhaberin des Amtes war.
Im Mai 1998 wurde ihr vom französischen Ministerium für Kultur der Titel Ritterin des Ordre des Arts et des Lettres verliehen.
Sie war Direktorin für Architektur und Konservierung der Immobilienkunstschätze des Instituto Nacional de Bellas Artes, Direktorin für Stadtentwicklung der „Miguel Hidalgo“-Delegation sowie Hauptkoordinatorin Forschungs- und Dokumentationszentrums im Haus. 
Präsident Felipe Calderón Hinojosa erhob sie am 5. Januar 2007 in das Amt der Untersekretärin für Stadtentwicklung und Territorialplanung im Sekretariat für Sozialentwicklung an der Seite der mexikanischen Ministerin für Sozialentwicklung Beatriz Zavala Peniche.
Sie ist emeritiertes Mitglied der Academia Nacional de Arquitectura (ANA) und der Academia Mexicana de Arquitectura (AMA), Ehrenmitglied des American Institute of Architects, Mitglied des Royal Architectural Institute of Canada (RAIC), der Asociación Nicaragüense de Ingenieros y Arquitectos, des Colegio de Arquitectos de Venezuela, des Royal Australian Institute of Architects (RAIA), des Japanischen Instituts der Architekten (JIA) sowie seit 2002 Ehrenmitglied des Royal Institute of British Architects und Ehrenmitglied des Consejo Superior de los Colegios de Arquitectos de España.

## Auszeichnungen
- 1972: „Excelencia Académica“, Universidad Anáhuac
- 1996: „Frau des Jahres“, verliehen vom Regierungschef  Mexiko-Stadts Óscar Espinosa Villarreal im Auftrag des mexikanischen Präsidenten Ernesto Zedillo
- 1998: Ritterin (Chevalier) des Ordre des Arts et des Lettres,  französisches Ministerium für Kultur
- 1988 „Bene Merentibus“-Medaille der polnischen Architektengesellschaft
- Silbernes Ehrenabzeichen des Colegio de Arquitectos von Cataluña
- Akademische Verdienstmedaille für 25-jährige Lehrtätigkeit als „Excelencia Académica“, Universidad Anáhuac
- 2003: „Mario Pani“-Medaille des Colegio de Arquitectos de la Ciudad de México (CAM) in der Sociedad de Arquitectos de México (SAM)